# 斷層角礫岩

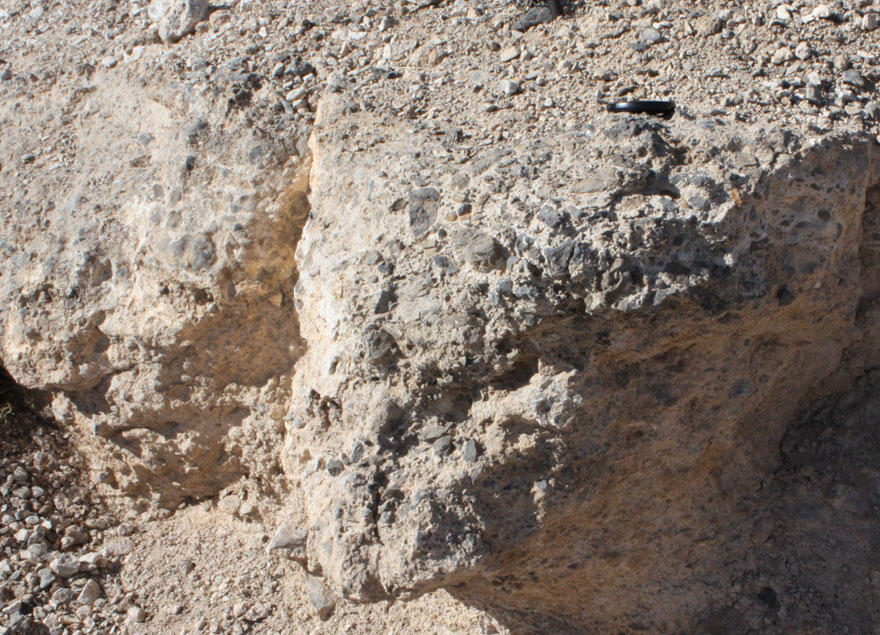
Keystone逆斷層的斷層角礫岩，地點：Red Rock Canyon National Conservation Area, 内華達.

斷層角礫岩（英語：fault breccia）或構造角礫岩，是由構造運動形成的角礫岩（由角狀碎屑顆粒組成的岩石類型)。
斷層角礫岩是局部的岩石在斷層帶受脆性變形而形成的構造岩。 斷裂帶的角礫化能影響斷裂帶水文地質，包括地下水和石油的運移。

## 起源
斷層角礫岩是主要在沿斷層帶，構造運動使岩層局部脆性變形，而形成的構造岩。 斷裂帶兩側相互移動時，因磨削兩側岩石，而產生鬆散的碎片。由於這種破碎斷層帶很容易被地下水滲透。 方解石、綠簾石、石英或滑石等次生礦物就能從循環地下水中沉澱出來，填充空隙並膠結岩石。如果構造運動繼續進行，膠結物本身也會破碎，從而形成一種新生的角狀碎屑顆粒。 在地殼深處，溫度和壓力更高，斷裂帶的岩石仍然可以角礫化，但它們能保持內部凝聚力。由此產生的岩石類型稱為碎裂岩。

## 屬性
斷層角礫岩是鬆散的岩石類型，但後期也發生被膠結。斷層泥和斷層角礫岩的區分在顆粒大小，前者的粒度較小。 斷層角礫岩和斷層泥能對隧道和礦山的建設造成危害，若屬非膠結性，隧道在斷層區容易坍塌。